# 吉姆敦 (堪薩斯州)
吉姆敦（英語：Jimtown）是位於美國堪薩斯州菲利普斯縣的一個鬼鎮。

## 歷史
吉姆敦的郵政局於1875年設立，直到1889年結束營運。

## 地理
吉姆敦所處的海拔為高於海平面627米（即2057英呎），而該地所採用的時區為UTC-6，即北美中部時區（CST）。同時該地設有夏令時間，為UTC-6調快一小時，即UTC-5（CDT）。